# Зегрисы
Зегрисы (лат. Zegris) — род бабочек в составе семейства белянки. Гусеницы питаются дикими травянистыми крестоцветными растениями.

## Описание
Бабочки мелких (в основном в Палеарктике) и средних размеров, как правило, светло окрашенные. Усики с различными типами булавы. Жилки R1, R2 не ветвятся; жилки R3, R4, R5 и М1 имеют общий ствол. К костальному краю переднего крыла выходят первых три жилки (R1, R2, R3); R4 выходит к вершине, а R5 и М1 — к внешнему краю.
Костальный край переднего крыла ближе к верхушке немного вогнут. Апикальное пятно коричневое или серо-бурое с оранжевым пятнышком внутри. Дискальное пятно на переднем крыле имеет С-образную форму.
В гениталиях самца вальва округлая и не вытянутая, гарпа небольшая, эдеагус короткий и толстый, саккус короткий и пузыревидный, короче ункуса. В гениталиях самки перепончатый дуктус с участком склеротизации в виде кольца.

## Виды
- Zegris eupheme (Esper, 1805) — Степи Южной Украины и России, Северный и Восточный Казахстан, Западный Алтай, Марокко, Южная Испания, Турция, Саудовская Аравия, Иран, Закавказье, Кавказ.
  - Zegris eupheme eupheme
  - Zegris eupheme larseni (Pittaway, 1986)
  - Zegris eupheme maroccana (Bernardi, 1950)
- Zegris fausti (Christoph, 1877) Афганистан, Пакистан, Иран, Ирак.
  - Zegris fausti lucullus (Wyatt, 1961)
- Zegris pyrothoe (Eversmann, 1832) к юго-западу от Сибири до Китая.